# Joan Margaret Munn-Rankin
Joan Margaret Munn-Rankin (29 de juliol de 1913 – 28 de juliol de 1981), també coneguda com a Margaret Munn-Rankin i publicat com a J. M. Munn-Rankin, va ser una arqueòlega, historiadora i acadèmica britànica, que es va especialitzar en l'antic Orient Pròxim. Des de 1949 fins a la seva mort, el 1981, va ser Fellow del Newnham College de Cambridge i professora a la Facultat d'Estudis Orientals de la Universitat de Cambridge. A més de la seva extensa docència, també va ser arqueòloga de camp i va participar en diverses excavacions, incloses Nimrud i Tell Rifaat.

## Obres seleccionades
- Munn-Rankin, J. M. «Diplomacy in Western Asia in the Early Second Millennium B.C.» (en anglès). Iraq, 18(1), 1956, pàg. 68–110. DOI: 10.2307/4199599. JSTOR: 4199599.
- Munn-Rankin, J. M. «Ancient near Eastern Seals in the Fitzwilliam Museum, Cambridge» (en anglès). Iraq, 21(1), 1959, pàg. 20–37. DOI: 10.2307/4199645. JSTOR: 4199645.
- Munn-Rankin, J. M.. «XXV: Assyrian Military Power, 1300–1200 BC». A: The Cambridge Ancient History (en anglès). II(2) History of the Middle East and the Aegean Region, 1380–1000 BC.  Cambridge University Press, 1975, p. 274–306. ISBN 978-0521086912.